# Drapeau de Bonaire
Le drapeau de Bonaire (en néerlandais : vlag van Bonaire) a été adopté le 11 décembre 1981. 
Les grandes lignes pour la conception de ce drapeau ont été formalisées par le vexillologue américain Whitney Smith.
C'est un drapeau contenant un grand triangle bleu dans le coin inférieur droit, un petit triangle jaune dans le coin supérieur gauche. La bande blanche qui sépare les deux triangles contient un compas noir et une étoile rouge à six branches.
Les couleurs rouge, blanc et bleu sur le drapeau affirment la fidélité de Bonaire envers le royaume des Pays-Bas.
Le compas noir représente une boussole et comprend quatre triangles équilatéraux. C'est l'affirmation de l'égalité entre tous les peuples, du nord, de l'est, du sud et de l'ouest. Où que vous soyez sur l'île, vous êtes toujours considéré comme égal aux autres. 
Les six branches de l'étoile, constituée de deux triangles équilatéraux, représentent les six villages initiaux de Bonaire : Playa, Nikiboko, Tera Korá, Antriol, Nort Saliña et Rincon. La couleur rouge de l'étoile symbolise le sang et l'esprit de combat des six régions qui formaient Bonaire.
La couleur jaune représente le soleil et les fleurs qui couvraient originellement l'île, comme le Kibrahacha, l'Anglo et les fleurs de cactus.
La couleur blanche représente la paix et l'internationalisme.
La mer est symbolisée par la section bleue. En temps de guerre, quatre-vingts pour cent des marins bonairiens assurant le transport du pétrole depuis le Venezuela ont été tués par des attaques de sous-marins. La partie bleue est un monument à leur mémoire.